# 酒井菜摘
酒井 菜摘（さかい なつみ、1986年〈昭和61年〉7月24日 - ）は、日本の政治家、看護師。立憲民主党所属の衆議院議員（2期）。江東区議会議員（2期）を歴任。活動やSNSでは酒井なつみの表記も用いる。

## 来歴
福岡県北九州市出身。自由ケ丘高等学校看護専攻科を卒業後、単身上京し、東京都西東京市の佐々総合病院で産婦人科の看護師として勤務。2011年助産師免許を取得。2013年より、昭和大学江東豊洲病院の周産期センターオープニングスタッフとして勤務。
2014年、28歳で子宮頸癌に罹患。休職しながら子宮温存手術・抗がん剤治療を受け勤務を続ける。2015年の統一地方選、選挙掲示板のポスターでシングルマザーや保育士の女性候補を見かけたことから政治家を志す。体外受精と顕微授精による不妊治療を受け、切迫流産・早産ののち2017年長女を出産。2018年復職。
2019年4月21日に行われた江東区議会議員選挙に（旧）立憲民主党公認で立候補し、初当選。
2020年9月結成の（新）立憲民主党に参加。
2023年4月、再選。得票順位は第3位（定数44名、立候補者59名）。
2023年11月14日、立憲民主党を離党。11月16日、木村弥生前江東区長の辞職に伴う江東区長選挙に、立憲民主党・日本共産党・れいわ新選組・社会民主党・東京・生活者ネットワーク・緑の党グリーンズジャパンの推薦を受け無所属で立候補することを表明。12月3日の告示日に立候補の届出をし、自動失職した。投開票の結果、自由民主党・公明党・国民民主党・都民ファーストの会が推薦する元東京都政策企画室政策担当部長の大久保朋果に敗れ、次点となった。落選後のNHKのインタビューでは「古い政治と決別できず悔しい」と述べた。
2024年2月1日、東京15区選出の柿沢未途衆議院議員が前年4月の区長選挙をめぐり逮捕・起訴されたことの責任をとり辞職。同年4月4日、立憲民主党東京都連は、柿沢の辞職に伴う補欠選挙に酒井を擁立すると発表した。これを受け4月8日、日本共産党は党公認候補を取り下げ酒井を支援すると発表した。補選は東京15区では過去最多の9人による争いとなったが、4月28日に投開票が行われ、元参議院議員の須藤元気（無所属）やタレントの乙武洋匡（無所属、国民民主党・都民ファーストの会推薦）らを破って初当選を果たした。翌29日に当選の告示がなされ、同日より衆議院議員となった。
2024年10月27日の第50回衆議院議員総選挙では、補欠選挙にも出馬していた無所属の須藤元気に迫られるも、1,125票差の僅差で競り勝ち、再選した。（3位の自民党の大空幸星は比例復活）。

## 政策・主張
- HPVワクチン接種推進自治体議員連盟（議連役員）[18]
- 企業・団体献金を禁止することに賛成[19]。
- 大企業・富裕層の課税強化に賛成[19]。
- 高校無償化の所得制限について「撤廃すべき」[19]。
- 非核三原則について「維持すべき」[19]。
- 憲法改正について「必要はない」[19]。
- 原子力発電への依存度について「ゼロにすべき」[19]。
- 選択的夫婦別姓の制度導入に賛成[19]。
- 同性婚を可能とすることに賛成[19]。

## 選挙歴
| 当落 | 選挙                     | 執行日         | 年齢 | 選挙区   | 政党       | 得票数    | 得票率 | 定数 | 得票順位 /候補者数 | 政党内比例順位 /政党当選者数 |
| ---- | ------------------------ | -------------- | ---- | -------- | ---------- | --------- | ------ | ---- | ------------------ | ---------------------------- |
| 当   | 2019年江東区議会議員選挙 | 2019年4月21日  | 32   | ーー     | 立憲民主党 | 4622票    | ーー   | 44   | 6/57               | /                            |
| 当   | 2023年江東区議会議員選挙 | 2023年4月23日  | 36   | ーー     | 立憲民主党 | 8067票    | ーー   | 44   | 3/59               | /                            |
| 落   | 2023年江東区長選挙       | 2023年12月10日 | 37   | ーー     | 無所属     | 3万4202票 | ーー   | 1    | 2/5                | /                            |
| 当   | 第49回衆議院議員補欠選挙 | 2024年4月28日  | 37   | 東京15区 | 立憲民主党 | 4万9476票 | 28.98% | 1    | 1/9                | /                            |
| 当   | 第50回衆議院議員総選挙   | 2024年10月27日 | 38   | 東京15区 | 立憲民主党 | 6万6791票 | 27.52% | 1    | 1/5                | /                            |